# College Park (Geórgia)
College Park é uma cidade localizada no estado americano da Geórgia, no Condado de Clayton e Condado de Fulton.

## Demografia
Segundo o censo americano de 2000, a sua população era de 20.382 habitantes.
Em 2006, foi estimada uma população de 20.533, um aumento de 151 (0.7%).

## Geografia
De acordo com o United States Census Bureau tem uma área de 25,1 km², dos quais 25,1 km² cobertos por terra e 0,0 km² cobertos por água.

## Localidades na vizinhança
O diagrama seguinte representa as localidades num raio de 12 km ao redor de College Park.